# Obridor

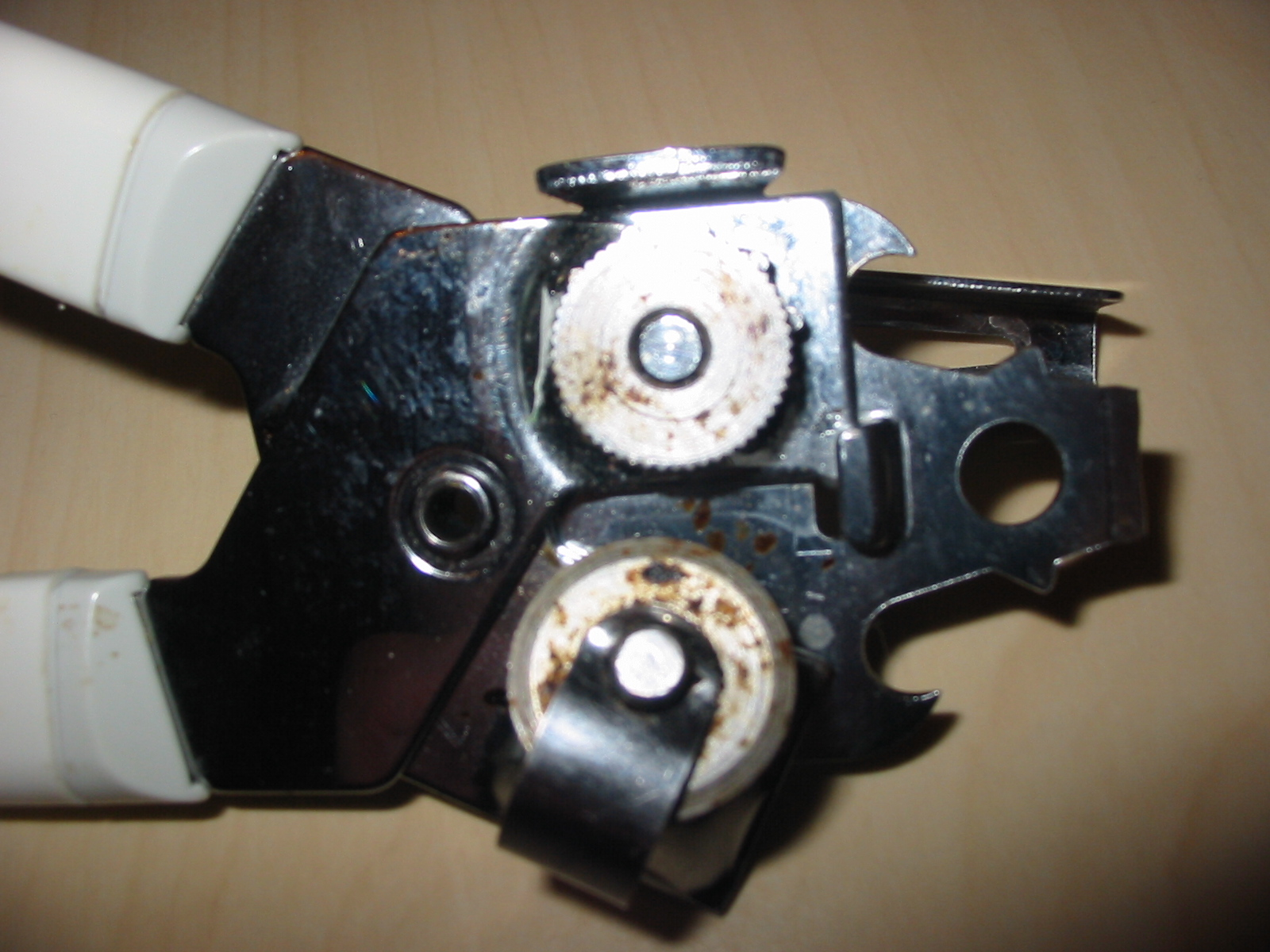
Obrellaunes, detall.

Un obridor, obrellaunes o obriescàtoles (en alguerès) és un utensili per a obrir llaunes de conserva i no va ser inventat fins 44 anys després de l'aparició el 1811 de les conserves enllaunades per a les quals fins a aquell moment s'utilitzaven tota casta d'instruments per a obrir-les. Els soldats britànics obrien les llandes el 1812 amb baionetes, navalles, i fins i tot amb trets de fusell.

## Referències

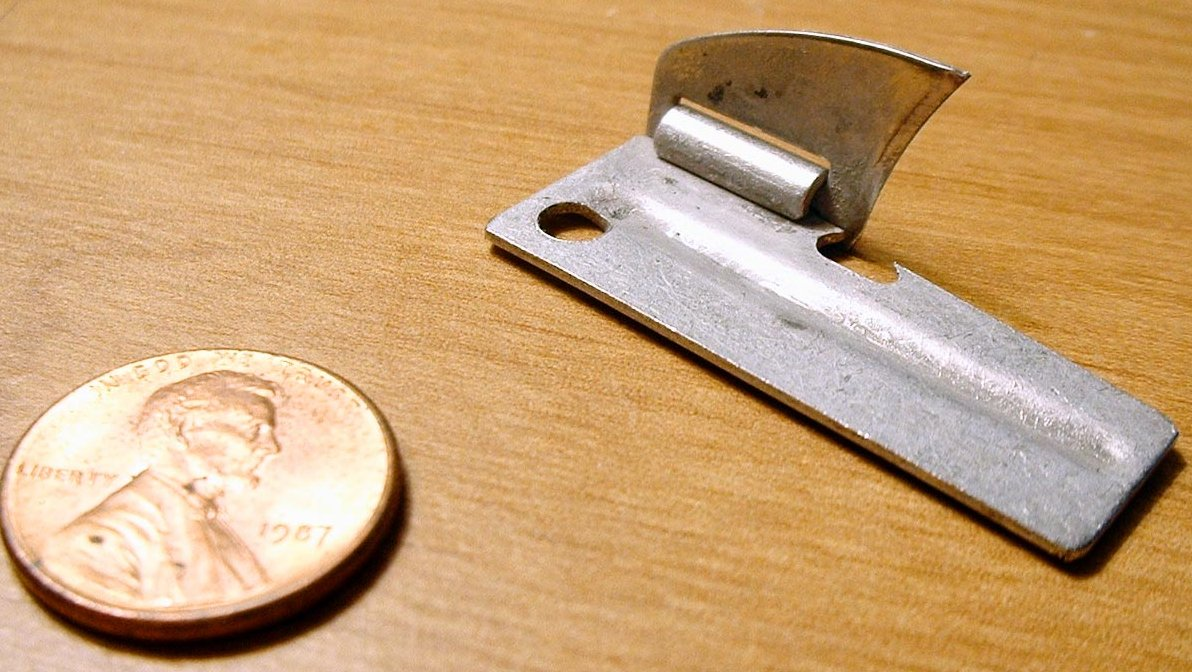
Obrellaunes simple i popular